# Ostreoida
Los ostreoides (Ostreoida) son un orden de moluscos bivalvo que incluye las ostras y los ostiones (familia Ostreidae) y otras familias relacionadas con ellos.
Se han reconocido cerca de nueve familias en el orden, pero subordenes, superfamilias y subfamilia se usan mucho en este orden. La siguiente clasificación representa una síntesis de diferentes puntos de vista, conciliados de la mejor manera posible. Las listas de géneros son ilustrativas más que completas.

## Superfamilias, familias e importantes géneros
- Suborden Pectinina
  - Superfamilia Pectinoidea
    - Familia Entoliidae
      -         - Gro. Pectinella

    - Familia Pectinidae (vieiras)
      -         - Gro. Amusium, Anguipecten, Annachlamys, Argopecten, Bractechlamys, Chlamys, Coralichlamys, Cryptopecten, Decatopecten, Delectopecten, Equichlamys, Excellichlamys, Flexopecten, Glorichlamys, Gloripallium, Haumea, Hyalopecten, Juxtamusium, Lissopecten, Mesopeplum, Mimachlamys, Minnivola, Mirapecten, Nodipecten, Notochlamys, Patinopecten, Pecten, Pedum, Pseudohinnites, Semipallium, Serratovola, Somalipecten, Veprichlamys, Volachlamys

    - Familia Propeamussiidae
    - Familia Spondylidae (ostras espinosas)
      -         - Gro. Spondylus

    - Familia Syncyclonemidae
      -         - Gro Cyclochlamys, Cyclopecten, Parvamussium, Propeamussium, Similipecten

  - Superfamilia Anomioidea
    - Familia Anomiidae
      - Subfamilia Anomiinae
        - Gro. Anomia, Enigmonia

      - Subfamilia Placunanomiinae
        - Gro. Monia, Patro, Pododesmus

    - Familia Placunidae
      -         - Gro. Placuna
- Suborden Ostreina
  - Superfamilia Dimyoidea (mejillones de agua dulce)
    - Familia Dimyidae
      -         - Gro. Dimya

  - Superfamilia Ostreoidea
    - Familia Gryphaeidae
      -         - Gro. Hyotissa, Neopycnodonte, Parahyotissa, Pycnodonte

    - Familia Ostreidae (ostras)
      - Subfamilia Crassostreinae (ostiones)
        - Gro. Crassostrea, Saccostrea, Striostrea

      - Subfamilia Lophinae
        - Gros. Alectryonella, Anomiostrea, Dendostrea, Lopha

      - Subfamilia Ostreinae
        - Gros. Booneostrea, Nanostrea, Ostrea, Planostrea, Pretostrea, Pustulostrea

  - Superfamilia Plicatuloidea
    - Familia Plicatulidae
      -         - Gro. Plicatula